# کروموزوم ۱۸ (انسان)

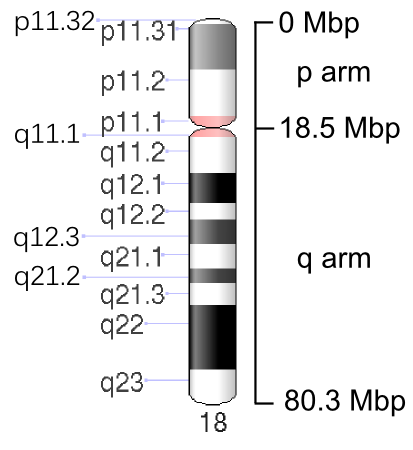
Iایدئو گرام کروموزوم ۱۸ (انسان). MBP به معنی مگا جفت باز است. برای مشاهدهٔ دیگر منابع جایگاه کروموزومی را ببینید.

کروموزوم ۱۸ انسان، در کنار کروموزوم‌های دیگر، یکی از ۲۳ جفت کروموزوم در بشر است. انسان‌ها به طور معمول دو نسخه از این کروموزوم را در سلول‌های خود دارند. کروموزوم ۱۸ از بیش از ۸۰ میلیون جفت باز (اجزای تشکیل‌دهندهٔ دی‌ان‌ای) تشکیل یافته و در برگیرندهندهٔ در حدود ۲٫۵ درصد از کل دی‌ان‌ای در سلول‌های انسان برآورد شده‌است.
در ژانویه سال ۲۰۱۷، دو تخمین متفاوتِ ارائه‌شده تنها با ۳٪ اختلاف، با یک برآورد ۹۸۸ ژن و برآورد دیگر شمار آن را ۱۰۱۷ ژن به‌عنوان نتیجه کار خود منتشر کردند.
شناسایی هویت ژن‌ها در هر کروموزوم یکی از زمینه‌های فعال در پژوهش‌های ژنتیکی است. پژوهش‌گران از روش‌های مختلفی برای پیش‌بینی تعداد ژن در هر کروموزوم استفاده می‌کنند، از این رو، شمار تخمینی ژن‌ها در هر کروموزوم همیشه یک‌سان نیست.
(تخمین تازه‌تر شمار ژن‌های این کروموزوم در جعبه اطلاعات ثبت است)..